# Starčevo (gmina Petrovac na Mlavi)
Starčevo (cyr. Старчево) – wieś w Serbii, w okręgu braniczewskim, w gminie Petrovac na Mlavi. W 2011 roku liczyła 434 mieszkańców.